# Motion Picture Association
A Motion Picture Association (MPA) é uma associação comercial estadunidense que representa os cinco maiores estúdios de cinema de Hollywood, como também o serviço de streaming Netflix. Fundada em 1922 como Motion Picture Producers and Distributors of America (MPPDA) e conhecida como Motion Picture Association of America (MPAA) de 1945 a setembro de 2019, seu objetivo original era garantir a viabilidade da indústria cinematográfica norte-americana. Além disso, a MPA estabeleceu diretrizes para o conteúdo de filmes que resultaram na criação do Código de Produção em 1930. Esse código, também conhecido como Código Hays, foi substituído por um sistema de classificação de filmes voluntários em 1968, gerenciado pela Classificação e Administração de Rating (CARA): G (General Audiences, para Todos), PG (Parental Guidance, Orientação Paterna), PG-13 (Parental Guidance for under 13, Orientação Paterna para menores de 13 anos), R (Restricted, Restrito) e NC-17 (No One 17 and Under Admitted (Ninguém de 17 anos ou Menos é Admitido). Este sistema é muito criticado tanto pelos mais conservadores que o consideram muito complacente quanto pelos mais liberais que o consideram um meio de censura ou uma restrição à liberdade de expressão. Muitos produtores tentam driblar fazendo edições que agradem os avaliadores para conseguir uma classificação que atinja um público maior.
Mais recentemente, a MPA defendeu a indústria cinematográfica e televisiva, com os objetivos de promover a proteção efetiva dos direitos autorais, reduzir a pirataria e ampliar o acesso ao mercado. Há muito tempo trabalha para conter a violação de direitos autorais, incluindo tentativas recentes de limitar o compartilhamento de obras protegidas por direitos autorais através de redes de compartilhamento de arquivos peer-to-peer e por streaming de sites piratas. O ex-embaixador dos Estados Unidos na França, Charles Rivkin, é o atual presidente e CEO da MPA.

## Classificação
| Símbolo da Classificação | Descrição |
| ------------------------ | --- |
| G rating symbol          | G – General Audiences (Livre) Livre para todas as idades. Não contém nenhum material inapropriado para crianças. |
| PG- rating symbol        | PG – Parental Guidance Suggested (Orientação dos pais) Alguns materiais podem não ser apropriados para crianças. Pais são incentivados a dar "orientação parental", pode conter materiais inapropriados para crianças mais novas.                |
| PG-13 rating symbol      | PG-13 – Parents Strongly Cautioned (Orientação dos pais Recomendado) Alguns materiais podem ser inapropriados para menores de 13 anos. Pais são incentivados a serem cuidadosos, alguns materiais podem ser inapropriados para pré-adolescentes. |
| R rating symbol          | R – Restricted (Restrito) Menores de 17 anos requer um acompanhamento dos pais ou responsáveis. Contém alguns materiais adultos, pais devem aprender mais sobre o filme antes de levar suas crianças.                                            |
| NC-17 rating symbol      | NC-17 – Adults Only (Exclusivo para Adultos) Proibido para menores de 18 anos. Material claramente adulto, menores de idade não são permitidos assistir ao filme (pode ser usado para classificar filmes pornográficos).                         |